# Arroyo Jerusalén
Arroyo Jerusalén är en ort i Mexiko.   Den ligger i kommunen Palenque och delstaten Chiapas, i den sydöstra delen av landet, 900 km öster om huvudstaden Mexico City. Arroyo Jerusalén ligger 99 meter över havet och antalet invånare är 589.
Terrängen runt Arroyo Jerusalén är kuperad norrut, men söderut är den platt. Arroyo Jerusalén ligger nere i en dal. Runt Arroyo Jerusalén är det glesbefolkat, med 15 invånare per kvadratkilometer. Närmaste större samhälle är El Limonar, 19,1 km sydväst om Arroyo Jerusalén. I omgivningarna runt Arroyo Jerusalén växer i huvudsak städsegrön lövskog.